# Skyward
Skyward è un singolo della cantante olandese Davina Michelle, pubblicato il 15 marzo 2019 su etichetta discografica 8ball Music come primo estratto dall'album di debutto My Own World.

## Tracce
Download digitale
1. Skyward – 3:47

## Classifiche

### Classifiche settimanali
| Classifica (2019) | Posizione massima |
| ----------------- | ----------------- |
| Paesi Bassi       | 21                |

### Classifiche di fine anno
| Classifica (2019) | Posizione |
| ----------------- | --------- |
| Paesi Bassi       | 56        |